# Charles-Alexandre Coëssin de la Fosse
Charles-Alexandre Coëssin de la Fosse (Lisieux, 7 settembre 1829 – Parigi, 9 luglio 1910) è stato un pittore e incisore francese.
Fu essenzialmente un artista accademico.

## Biografia
Charles Alexandre Coëssin de la Fosse nacque a Lisieux da una famiglia nobile, figlio di Jean- Alexandre Coëssin de la Fosse e di Zoë Thérèse Pellerin Desfondis, e trascorse l'infanzia e la giovinezza a Crouttes, nella casa paterna detta «Le Prieuré Saint-Michel». Terminate le scuole e manifestando un discreto talento per il disegno, si trasferì a Parigi e si iscrisse all'École des beaux-arts, divenendo allievo di François-Édouard Picot, e in seguito di Thomas Couture. Si fece notare a Parigi già dalla sua prima mostra al Salon del 1857. A partire da quell'anno egli presenterà i suoi lavori al Salon per quasi tutta la vita.

Coëssin dipinse soprattutto scene di genere, battaglie e quadri religiosi, ma non tralasciò di illustrare soggetti mitologici, storici, nonché i nudi femminili, restando sempre un artista accademico. Fu apprezzato in particolare per l'equilibrio delle sue composizioni e per la scelta felice dei valori cromatici.
Firmò abitualmente i suoi quadri col solo cognome: Coëssin.
Numerose sue tele rappresentano gli Chouan, come "L'imboscata", o anche scene del culto cattolico, quale la "Processione attorno ad una croce di pietra". Tutta la sua opera è fortemente segnata da uno spirito di reazione politica contro il sistema repubblicano ed il clericalismo. Ciò svela le sue origini nobili e le sue tendenze monarchiche, dovute anche all'influenza dei suoi mecenati. 
Coëssin ottenne una medaglia di 3ª classe al Salon del 1873 per il quadro "La suonatrice di tamburino". Nel 1882 realizzò "L'imboscata", che resta la sua opera più conosciuta. Tipica del suo stile, in essa è raffigurato il combattimento degli "chouan" contro i repubblicani. Coëssin scelse di rappresentare un episodio locale, al contempo significativo rispetto all'intero conflitto, indicandolo nel sottotitolo ("episodio della chouannerie"). Di esso non viene mostrato né lo svolgimento, né la preparazione, ma soltanto l'attesa: qualche insorto e qualche contadino, armati con i loro attrezzi di lavoro, aspettano il momento di agire nella penombra di un sentiero incassato fra le rocce. Ma la tensione che traspare dalla tela, così come la forza della sua composizione, furono particolarmente apprezzate dai critici.
Nel corso degli anni che seguirono, con l'approssimarsi della fine del secolo, la pittura storica e, in generale, quella accademica, divennero sempre più marginali e sempre meno apprezzate e considerate. I tempi e gli interessi mutavano rapidamente ed altri stili ed espressioni pittoriche si avvicendavano dominando la scena dell'Arte. Coëssin non espose più al Salon, e dal 1890 nessuna delle sue tele fu più notata. Rimase così quasi inattivo, chiuso nella sua abitazione al n. 13 di Boulevard Lammes..
Charles Alexandre Coëssin de la Fosse si spense a Parigi nel 1910 all'età di 81 anni.

## Opere
- Bénédiction des combattants vendéens, olio su tela
- La joueuse de tambourin, olio su tela, 1873
- Les politiques au Palais Royal, olio su tela, 1873
- Après le banquet, olio su tela, 1876
- La mort de Dom Juan, olio su tela, 1878
- Une procession au Pardon de Ploumanac'h, olio su tela, 1884
- Le sauvetage : chasse au lion en Arabie, disegno, 1886
- La fête de la raison, olio su tela, 1889
- Pousse au large, olio su tela, 1889
- Diane, olio su tela, 1889

### Presenti nelle collezioni pubbliche
- Bayeux, Museo Baron Gérard: "Le Vieillard et les trois jeunes hommes", olio su legno.[5]
- Cholet, Museo d'arte e storia: "L'Embuscade, épisode de la Chouannerie", 1883, olio su tela
- Gray (......)
- Liegi, (......)
- Lisieux, Museo d'arte e storia:
  - "Ariane abandonnée", olio su tela.[6]
  - "Thésée et Ariane", c. 1866, olio su tela.[7]
- Parigi, Museo del Louvre : "Procession autour d'une croix de pierre", penna e inchiostro nero.[8]
- Reims, (......)
- Tarbes, Museo Massey: "Scène de pacification de la Vendée en 1795", 1882, olio su tela.
- New York, (......)

## Galleria d'immagini

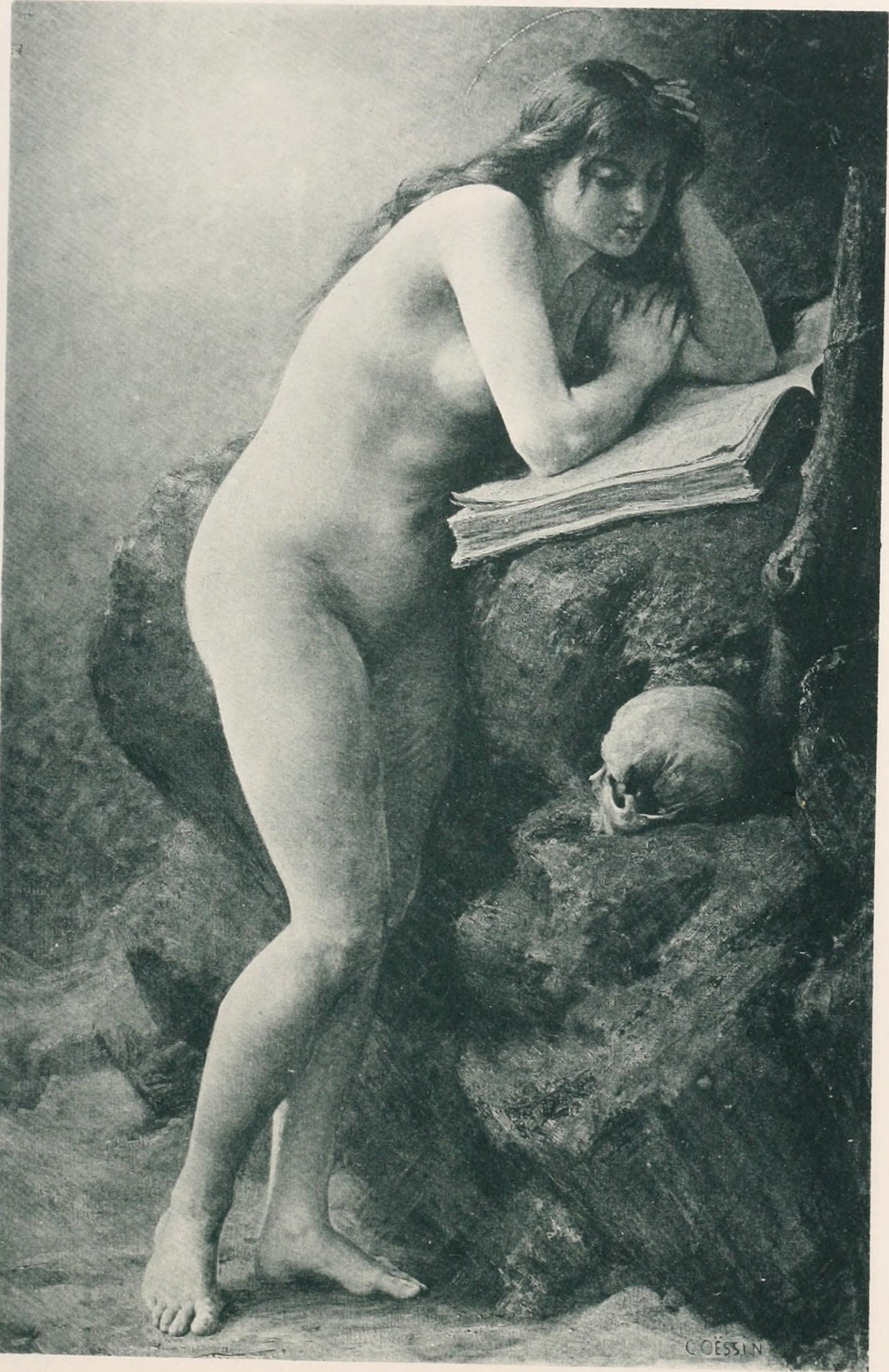
Il nudo al Salon (1888)
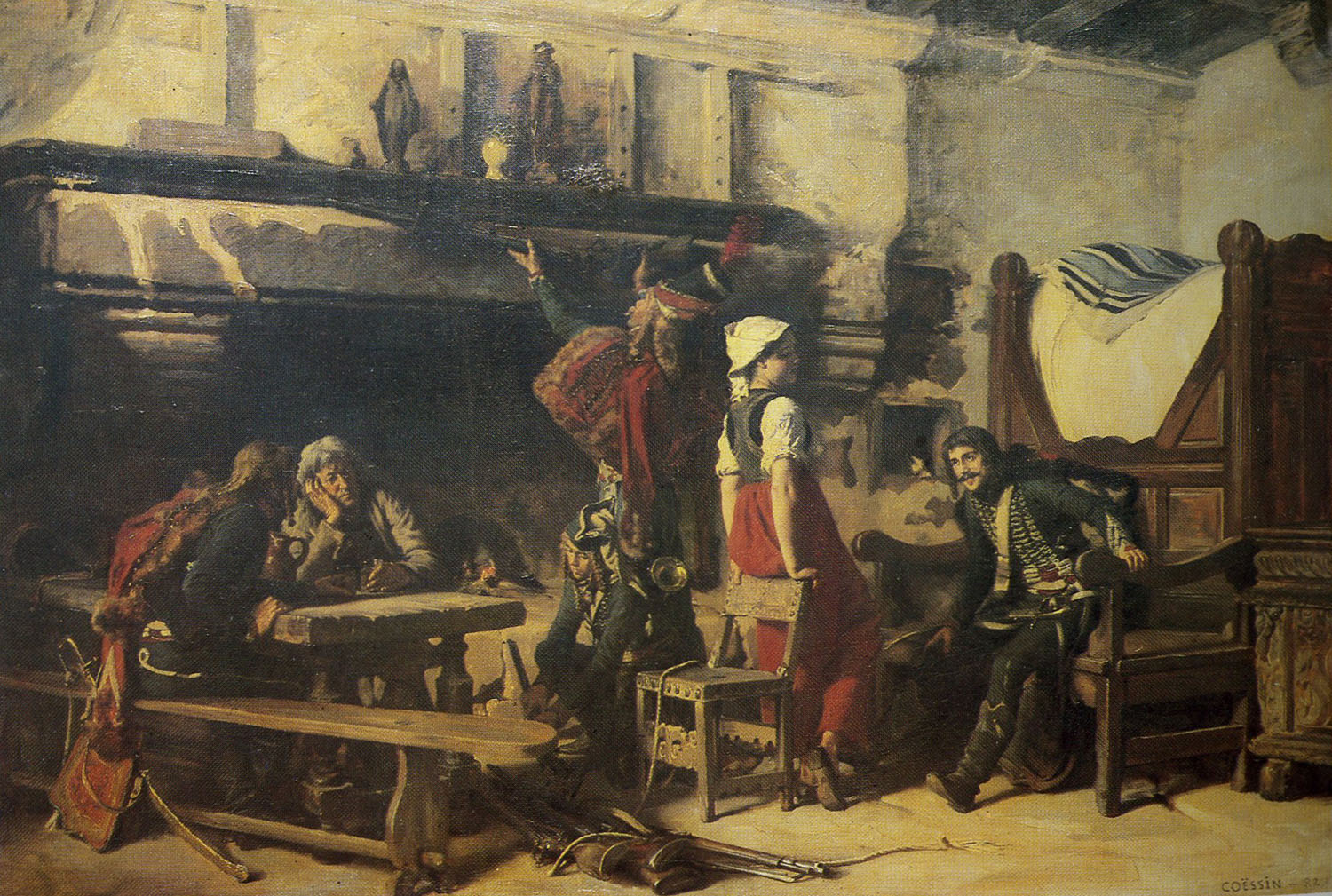
La pacificazione della Vandea nel 1795, (1882), Tarbes, Museo Massey
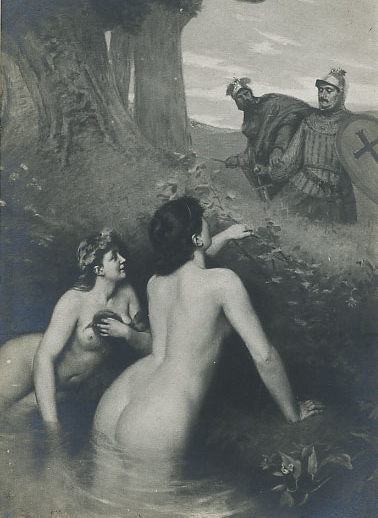
Soldati danesi nel giardino di Armida
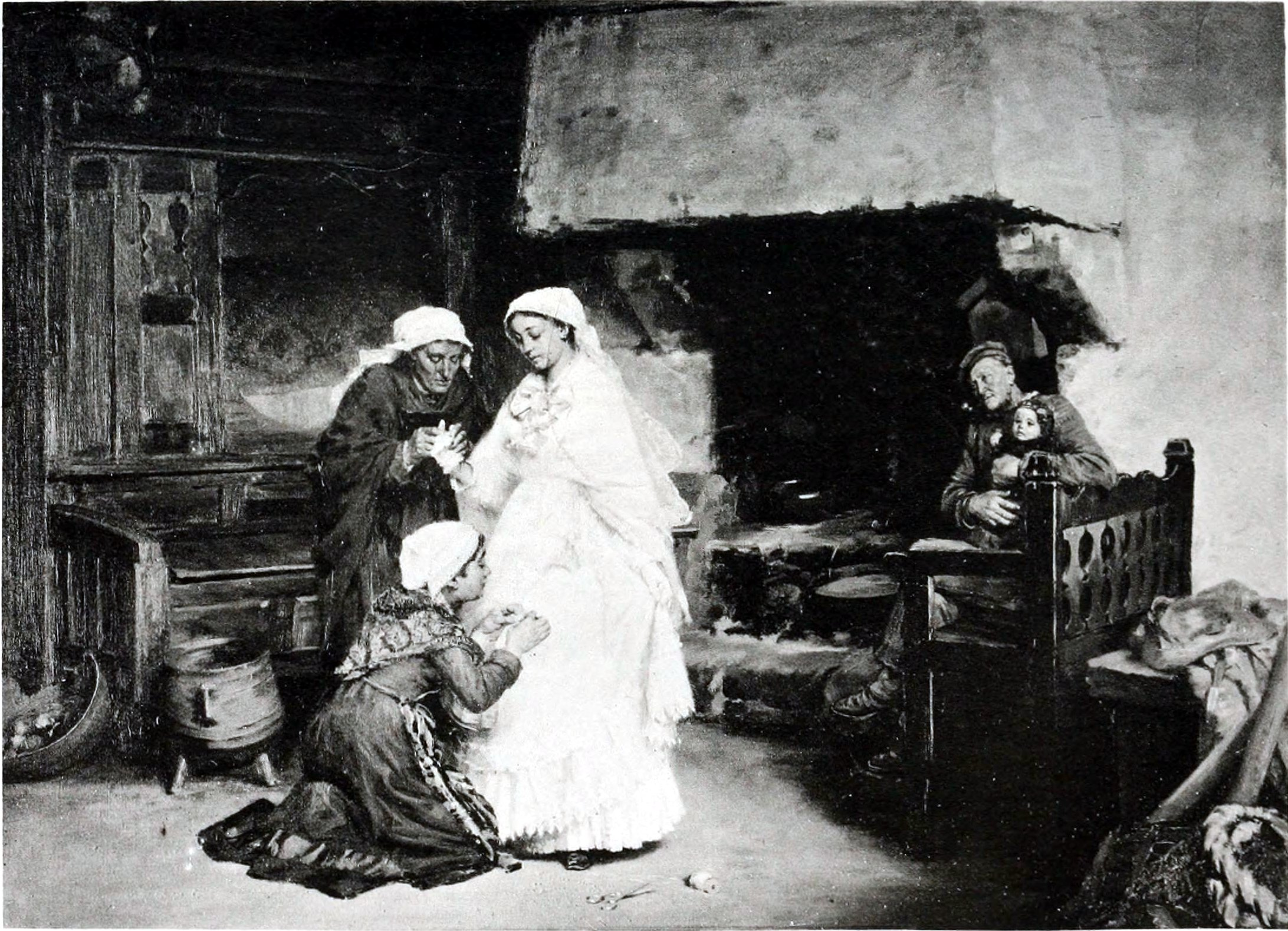
Vestirsi per la processione

## Altri progetti

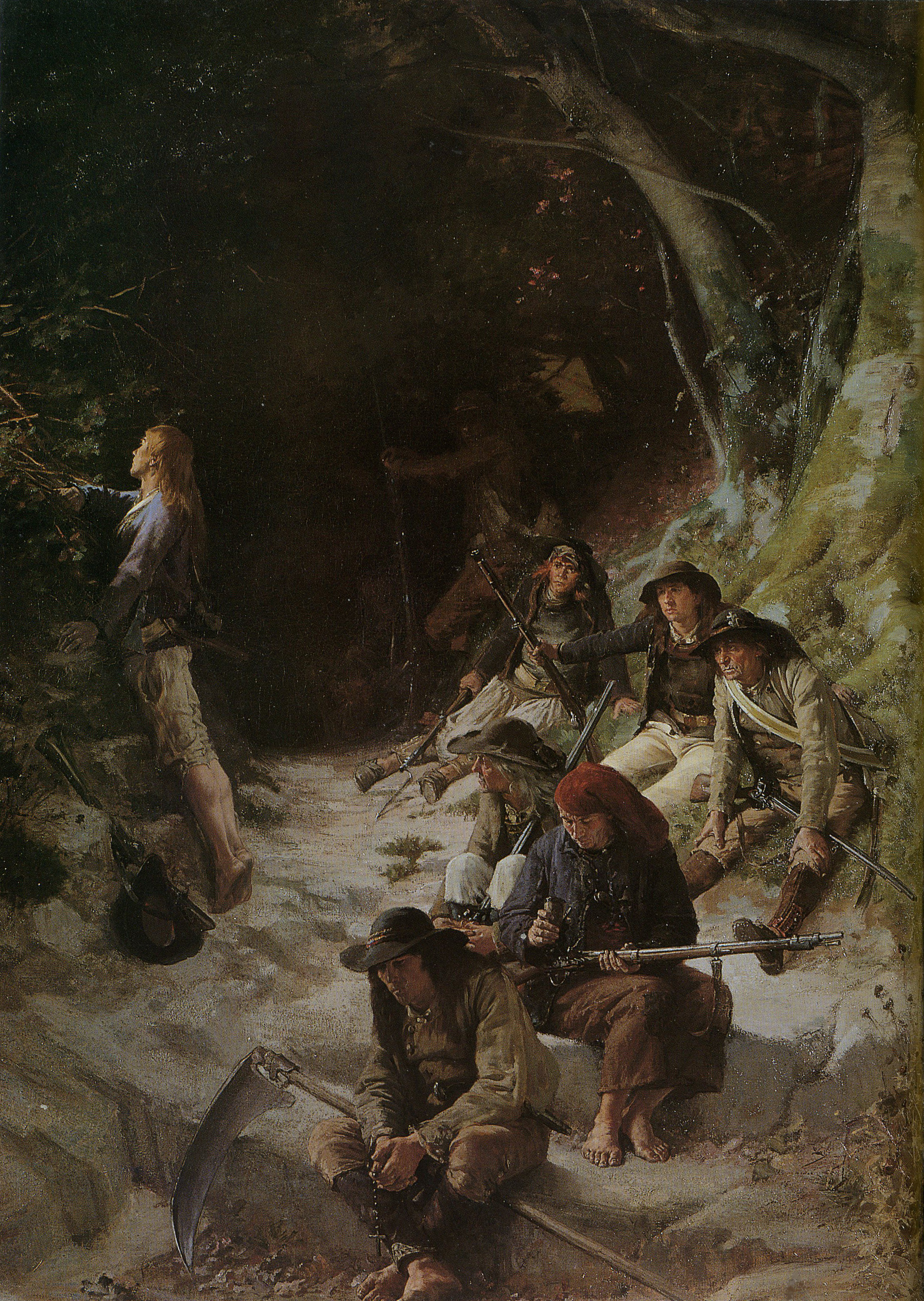
L'imboscata (1883), Cholet, Museo d'arte e storia